# Tora e Piccilli
Tora e Piccilli är en ort och kommun i provinsen Caserta i regionen Kampanien i Italien. Kommunen hade 872 invånare (2017).